# Kusunoki Kei
Kusunoki Kei (楠桂 Nam Quế, sinh ngày 24 tháng 3 năm 1966), tên thật là Ōhashi Mayumi (大橋 真弓 Đại Kiều Chân Cung), là một mangaka người Nhật. Bà nổi tiếng với những manga kinh dị và hài hước của mình. Tác phẩm đầu tiên của bà là Nanika ga Kanojo Tōri Tsuita?, đăng năm 1982 trên Ribon Original. Người chị em song sinh của bà, Ōhashi Kaoru cũng là một mangaka. Phong cách của hai chị em khá giống nhau.

## Tác phẩm
Kusunoki chủ yếu tập trung vào việc sản xuất anime. Chỉ trong giai đoạn gần đây bà mới bắt đầu quay lại mảng manga với tác phẩm Bitter Virgin. Phần lớn các tác phẩm của bà chưa được phát hành chính thức bằng tiếng Anh.
- Yagami-kun no Katei no Jijō (1986)
- Yōma (1989)
- Onikirimaru (1994)
- Dokkan Love
- Donmai Princess (2000)
- D no Fuuin (2000)
- Girls Saurus DX (2003-2008)
- 100 Ways of an Exorcist (2005-chưa kết thúc)
- Bitter Virgin (2006-2008)
- Diabolo (manga) (2005)
- Innocent W (2006-chưa kết thúc)
- Sengoku Nights (2006)
- Vampire (manga) (còn được biết đến với cái tên Kessaku Tanpenshuu Vampire)
- Koi Tomurai